# GGZ Drenthe
GGZ Drenthe is een instelling voor geestelijke gezondheidszorg in de Nederlandse provincie Drenthe. De instelling heeft vestigingen in onder meer Assen, Beilen, Emmen, Hoogeveen en Meppel. GGZ Drenthe heeft ongeveer 2.500 medewerkers (2021) en is sinds 2008 onderdeel van het zorgconglomeraat Espria.

## Geschiedenis
GGZ Drenthe werd in 1999 gevormd door een fusie tussen de toenmalige regionale Instelling voor Ambulante Geestelijke Gezondheidszorg (Riagg) in Drenthe en het Algemeen Psychiatrisch Ziekenhuis (APZ) in Drenthe. Het APZ Drenthe was vier jaar daarvoor, in 1995, gevormd door de samenvoeging van psychiatrisch ziekenhuis Licht en Kracht, verpleeghuis de Vierackers (beide in Assen), psychiatrisch ziekenhuis Beileroord en verpleeghuis de Altingerhof (beide in Beilen). Ook enkele verzorgingshuizen voor ouderen in Drenthe, De Boshof in Assen en Dekelhem in Gieten, sloten zich aan bij de nieuwe organisatie. In 2007 werd besloten tot een bestuurlijke fusie met de Evean Groep,welke in 2008 is opgegaan in Stichting Espria. De verpleeg- en verzorgingshuizen Altingerhof, Boshof, Dekelhem en Vierackers zijn in 2011 overgegaan naar zorginstelling Icare, dat ook onderdeel is van Espria.
In 1985 werd ter gelegenheid van het 50-jarig bestaan van het psychiatrisch ziekenhuis Licht en Kracht en Port Natal een museum gesticht waar de geschiedenis van de psychiatrische zorg in dit deel van Nederland wordt getoond. Na de fusies in de jaren 90 van de 20e eeuw werd het museum omgedoopt tot Museum GGZ Drenthe, dat probeert de ontwikkelingen in de psychiatrie te laten zien aan belangstellenden, maar dat tevens gebruikt wordt ten behoeve van de opleidingen en de introductie van nieuw personeel.

## Hulpaanbod
GGZ Drenthe biedt hulp bij psychische problemen aan ouderen, volwassenen, kinderen en jongeren:
- poliklinische en klinische specialistische geestelijke gezondheidszorg, inclusief forensische psychiatrie voor volwassenen en ouderen
- kinder- en jeugdpsychiatrie

De instelling verzorgt behandelingen voor onder andere; depressie, angst, persoonlijkheidsproblemen, ADHD, autisme, trauma, psychose, gezinsproblemen, schizofrenie, verslaving in combinatie met psychische problemen, stemmen horen, adolescentenproblemen, geheugenproblemen, eetproblemen in combinatie met andere psychische problemen, ouderenpsychiatrie, transculturele psychiatrie en mensen met een verstandelijke beperking en psychische problemen.

## Onderzoek
Samen met organisaties op het terrein van de geestelijke gezondheidszorg in Groningen, Friesland en Overijssel en het Universitair Centrum Psychiatrie van het UMCG heeft GGZ Drenthe in 2000 het Rob Giel Onderzoekcentrum opgericht voor het doen van wetenschappelijk onderzoek naar de behandelkwaliteit en de effectiviteit van de psychiatrische zorgverlening.

## Pad
Over het terrein van GGZ Drenthe in Beilen loopt het zogenaamde Mijmerpad, dat aansluit op de Roel Reijntjes Wandelroute rond Beilen.